# Halloween je horor
Halloween je horor (v anglickém originále Halloween of Horror) je 4. díl 27. řady (celkem 578.) amerického animovaného seriálu Simpsonovi. Scénář napsala Carolyn Omineová a díl režíroval Mike B. Anderson. V USA měl premiéru dne 18. října 2015 na stanici Fox Broadcasting Company a v Česku byl poprvé vysílán 1. dubna 2016 na stanici Prima Cool.

## Děj
Den před Halloweenem Simpsonovi kompletně vyzdobí svůj dům a nazvou ho „Everscream Terrors“. Homer uloží plastové kostry příliš blízko pece, a tak se rozhodne odnést roztavené zbytky k dědečkovi domů a koupit si něco nového v halloweenském pop-up obchodě. Cestou do obchodu uvidí Líza a Bart ceduli s reklamou na blížící se Krustylandskou halloweenskou noc hrůzy a sdílejí své nadšení z ní. V halloweenském obchodě se Apu rozzlobí na tři líné zaměstnance, kteří spí na pracovišti, a řekne jim, aby se vrátili do práce. Zatímco Homer hledá dekoraci, která by nahradila kostlivce, jeden z pracovníků dá Homerovi nabídku, že když si koupí jednoho „Seňora kostlivce“, dá Homerovi sadu čtyř kostlivců zdarma. Homer obchod přijme a řekne o něm Apuovi, který dělníky okamžitě vyhodí. Ti tři pak přísahají Homerovi pomstu. 
Později Homer vezme děti na Halloweenskou noc hrůzy. Lízu vyděsí lidi v kostýmech a řekne Homerovi, že chce jít domů. Přestože jí Homer řekne, že Noc hrůzy není strašidelná, Lízu vyděsí zombie i další lidé v kostýmech, což vede k uzavření parku. Ve škole Lízin znepokojivý zážitek způsobí, že se začne bát halloweenské výzdoby, a to i těch nejjednodušších halloweenských figurek, jako jsou papírové zombie. V hrůze se pak schová do skříňky, z níž ji posléze vysvobodí Marge. Doma Marge řekne Homerovi, že by kvůli Líze měli výzdobu Everscream Terrors sklidit, což Homera i Barta rozčílí. Zatímco Marge vezme Barta a Maggie na nejslavnější halloweenskou blokovou párty ve slepé uličce ve Springfieldu, Homer se snaží sblížit s Lízou a nabídne jí, že s ní doma složí puzzle. Mezitím si tři nespokojení dělníci přijdou pro pomstu a začnou je pronásledovat. 
Homer zamkne dům, aby je před třemi muži ochránil, ti jsou však již uvnitř domu. Pokusí se odvést Lízu do domu Flandersových, ale ta běží zpátky dovnitř pro chlupatý ocásek ze svého dětství, který jí přinášel útěchu. Homer spěchá, aby ji zachránil, ale oba spatří útočníky, vyběhnou po schodech nahoru a schovají se na půdě, kde je vetřelci nenajdou. 
Marge s Bartem a Maggie dorazí na halloweenskou párty, ale ochranka jim řekne, že párty je pouze pro místní obyvatele, protože cizí návštěvníci zničili loňskou oslavu. Poté, co se neúspěšně pokusí podplatit ochranku, aby je pustila dovnitř, se Marge pokusí vzít Barta a Maggie na koledování, ale venku už je pozdě a všechny děti spí. Dospělí ze Springfieldu vyjdou ve svých většinou sugestivních kostýmech a následuje hudební číslo o Halloweenu pro dospělé (hudební číslo „NC-17 Halloween“ je parodií na „Time Warp" z The Rocky Horror Picture Show). 
V domě Simpsonových se Homerovi podaří uklidnit Lízu a rozhodnou se pomocí různých svátečních dekorací vyslat signály o pomoc, ale omylem aktivují seňora Kostlivce, čímž prozradí třem mužům místo, kde se ukrývají. Homer vyleze na střechu, aby zapálil ohňostroj na 4. července, ale silný vítr sirky uhasí. Líza si pak vzpomene, že ocásek je z polyesteru a snadno shoří, a rozhodne se jej obětovat a zapálit ohňostroj, aby upoutala pozornost lidí. Tento plán se vydaří a celé sousedství se probudí. Útočníci jsou pak téměř okamžitě zatčeni policií a Homer přestaví Everscream Terrors, aby si ho mohlo užít celé město, přičemž Lenny a Carl přijdou převlečení za Kanga a Kodos. Líza, která se nyní nebojí dekorací, se také připojí k zábavě a podaří se jí vyděsit Marge, právě když dorazí s Bartem a Maggie. 
Během závěrečných titulků Maggie najde napůl spálený ocásek, který se zázračně obnoví za zvuků melodie z filmu Halloween od Johna Carpentera.

## Přijetí
Epizoda získala rating 1,7 a sledovalo ji celkem 3,69 milionu diváků, čímž se stala nejsledovanějším pořadem stanice Fox té noci.
Dennis Perkins z The A.V. Club udělil epizodě známku A− a uvedl: „Bezvadně zrežírovaný, charakterově založený příběh o dětských obavách a dospělé zodpovědnosti, epizoda, za kterou je zodpovědná scenáristka Carolyn Omineová, je jednou z nejjistějších, nejlidštějších a přímo nejlepších dílů Simpsonových za poslední roky.“.
Tony Sokol, kritik Den of Geek, k dílu poznamenal: „Simpsonovi se opět vracejí k sobě samým. Letos jsou dvě halloweenské epizody a jen jedna z nich je sváteční tradicí. Vysypou nám, že příští týden stráví v domku na stromě a budou nás obšťastňovat historkami o tom, jak Skinner a jeho máma chodí na psychiatrii a futuristický nábytek ovládne svět nebo tak něco. Každý rok se fanoušci Simpsonových na ten týden těší víc než na kterýkoli jiný díl a Homer to přinejmenším ví a je totálně vyčerpaný.“.
Díl získal nominaci na cenu Emmy za výjimečný animovaný pořad, navíc byla Carolyn Omineová za scénář k této epizodě nominována na Cenu Sdružení amerických scenáristů za výjimečný scénář k animovanému dílu na 68. ročníku těchto cen.